# Нови Панделеимон
Нови Панделеимон (грч. Νέος Παντελεήμων, Неос Панделеимон) је насељено место у општини Дион-Олимп у периферији Средишња Македонија, Грчка. Према попису из 2021. године било је 789 становника.
Насеље је подигнуто после Грчког грађанског рата досељавањем мештана села Панделеимон. После 1961. године грчко избегличко насеље Просфигикос Статмос Панделеимонос је спојено са Новим Панделеимоном. На попису из 1971. године Нови Панделеимон је имао 544 становника.